# 402
402 (CDII) fue un año común comenzado en miércoles del calendario juliano, en vigor en aquella fecha.
En el Imperio romano, el año fue nombrado como el del consulado de Arcadio y Honorio, o menos comúnmente, como el 1155 Ab urbe condita, adquiriendo su denominación como 402 a principios de la Edad Media, al establecerse el anno Domini.

## Acontecimientos
- 6 de abril: en la actual región de Piamonte, el ejército romano liderado por Estilicón vence a los visigodos liderados por Alarico I en la batalla de Pollentia, e impide la conquista de Italia.[1]